# Смикси
Смикси (грч. Σμίξη) је насељено место у општини Гребен у периферији Западна Македонија, Грчка. Према попису из 2021. године било је 247 становника.
Према бугарском географу и историчару, Василу Канчову, у Смиксију је 1900. године живело 800 Аромуна. Године 1920. село је имало само 38 житеља због последица Првог светског рата. Македонски историчар Тодор Симовски, 1998. године наводи да је Смикси аромунско насеље.